# NGC 5538
NGC 5538 (другие обозначения — ZWG 46.83, PGC 91351, FGC 1739, PGC 51056) — галактика в созвездии Волопас.
Этот объект входит в число перечисленных в оригинальной редакции «Нового общего каталога».